# سالفاتوري ماسيلو
سالفاتوري ماسيلو (بالإيطالية: Salvatore Masiello)‏ (مواليد 31 يناير 1982 في نابولي - إيطاليا) لاعب كرة قدم إيطالي يلعب حاليا لصالح نادي الدرجة الأولى باري الإيطالي منذ 2008 في مركز الوسط المهاجم كما يجيد اللعب في مركز الجناح الأيسر .

## روابط خارجية
- سالفاتوري ماسيلو على موقع قاعدة بيانات كرة القدم.إي يو (الإنجليزية)
- سالفاتوري ماسيلو على موقع عالم كرة القدم.نت (الإنجليزية)
- سالفاتوري ماسيلو على موقع كووورة
- سالفاتوري ماسيلو على موقع AS.com (الإسبانية)